# Delta de la Llebre
Delta de la Llebre (δ Leporis) és un estel a la constel·lació de la Llebre. De magnitud aparent +3'81, s'hi troba a una distància de 112 anys llum respecte al sistema solar.
Delta de la Llebre és una subgegant de tipus espectral K1IV —catalogada també com a G8III/IV— amb una temperatura efectiva de prop de 4.600 K. 46 vegades més lluminosa que el Sol, té un radi gairebé 10 vegades més gran que el radi solar, xifra obtinguda a partir del valor del seu diàmetre angular —2,63 mil·lisegons d'arc. Malgrat la seua grandària, és menys massiva que el Sol, amb una massa de 0,94 masses solars. És un estel evolucionat amb una edat de 10.700 milions d'anys.
La metal·licitat de Delta de la Llebre és notablement inferior a la del Sol ([M/H]=-0,64), amb una abundància relativa de ferro al voltant del 20% de l'existent en el nostre estel. Els nivells d'altres elements com a magnesi, alumini, silici i calci no són tan baixos com el de ferro però són menors que els nivells solars. A diferència del Sol i la majoria dels estels del nostre entorn, estels del disc fi, Delta Leporis és un estel del disc gruixut.